# عين فقه
عين فقه بلدة وبلدية تابعة لدائرة حد الصحاري في ولاية الجلفة بالجزائر.

## الموقع
تقع بلدية عين فقه في الشمال الشرقي لولاية الجلفة، تبعد عنها بـ 126 كم، وعن العاصمة الجزائر بـ 280 كم، وعن مقر دائرتها (حد الصحاري – زنزاش) بـ 26 كم. يحدها شرقًا ولاية المسيلة، وغربًا دائرة حد الصحاري، وشمال شرقها دائرة البيرين.